# Mistrzostwa Świata w Hokeju na Lodzie 2018 (III Dywizja)
Mistrzostwa Świata w Hokeju na Lodzie III dywizji 2018 rozegrane zostały w dniach 16–22 kwietnia. Zmagania odbyły się w stolicy Republiki Południowej Afryki, Kapsztadzie. Reprezentacje grały systemem każdy z każdym, następnie najlepsza drużyna awansowała do mistrzostw świata dywizji II gr. B w 2019 roku. 
Hala, w której rozegrano zawody:
- Ice Station, Kapsztad

## Faza grupowa
Mecze
| 16 kwietnia 2018 | Gruzja | 6:2 | Turcja | Ice Station, Kapsztad |

| Szczegóły      | Szczegóły | Szczegóły       | Szczegóły                               | Szczegóły                                                                                   |
| -------------- | --- | --------------- | --------------------------------------- | ------------------------------------------------------------------------------------------- |
| Godzina: 13:00 | A. Wasilczenko (EQ) 10:11 O. Obolgogiani (EQ) 10:21 A. Żużunaszwili (SH) 14:37 I. Szwecow (PP) 16:14 A. Wasilczenko (EQ) 26:12 O. Obolgogiani (PP2) 50:03 | (4:1, 1:0, 1:1) | 02:56 (SH) F. Faner 46:42 (SH) F. Faner | Widzów: 35 Sędzia główny: Alexei Roshchyn Sędziowie liniowi: Maximilian Gatol Arciom Łabzow |
| Godzina: 13:00 | 12 min. kar |                 | 20 min. kar                             | Widzów: 35 Sędzia główny: Alexei Roshchyn Sędziowie liniowi: Maximilian Gatol Arciom Łabzow |

| 16 kwietnia 2018 | Chińskie Tajpej | 5:1 | Hongkong | Ice Station, Kapsztad |

| Szczegóły      | Szczegóły                                                                                                   | Szczegóły       | Szczegóły           | Szczegóły                                                                                          |
| -------------- | --- | --------------- | ------------------- | -------------------------------------------------------------------------------------------------- |
| Godzina: 16:15 | Lu P.-E. (EQ) 29:01 Shen Y.-C. (EQ) 31:28 Shen Y.-L. (SH) 44:23 Tsao Y.-P. (EQ) 52:11 Shen Y.-C. (SH) 53:59 | (0:1, 2:0, 3:0) | 05:05 (EQ) To H. Y. | Widzów: 80 Sędzia główny: Mirosław Jarec Sędziowie liniowi: Jonathan Mark Burger Matthias Cristeli |
| Godzina: 16:15 | 0 min. kar                                                                                                  |                 | 6 min. kar          | Widzów: 80 Sędzia główny: Mirosław Jarec Sędziowie liniowi: Jonathan Mark Burger Matthias Cristeli |

| 16 kwietnia 2018 | Bułgaria | 4:0 | Południowa Afryka | Ice Station, Kapsztad |

| Szczegóły      | Szczegóły                                                                             | Szczegóły       | Szczegóły  | Szczegóły                                                                                    |
| -------------- | ------------------------------------------------------------------------------------- | --------------- | ---------- | -------------------------------------------------------------------------------------------- |
| Godzina: 20:00 | M. Wasiljew (EQ) 16:43 W. Dikow (EQ) 36:33 G. Iskrenow (EQ) 37:22 W. Dikow (EQ) 58:39 | (1:0, 2:0, 1:0) |            | Widzów: 200 Sędzia główny: Richard Magnusson Sędziowie liniowi: Danny Beresford Marcin Polak |
| Godzina: 20:00 | 6 min. kar                                                                            |                 | 2 min. kar | Widzów: 200 Sędzia główny: Richard Magnusson Sędziowie liniowi: Danny Beresford Marcin Polak |

| 17 kwietnia 2018 | Turcja | 6:1 | Hongkong | Ice Station, Kapsztad |

| Szczegóły      | Szczegóły | Szczegóły       | Szczegóły                 | Szczegóły                                                                                           |
| -------------- | --- | --------------- | ------------------------- | --------------------------------------------------------------------------------------------------- |
| Godzina: 13:00 | E. Ozmen (EQ) 00:38 S. Kavaz (EQ) 27:40 S. Semiz (EQ) 32:39 E. Ozmen (PP) 41:53 F. Taygar (EQ) 44:01 F. Bakal (PP) 51:49 | (1:1, 2:0, 3:0) | 16:52 (PP2) Sham A. C. H. | Widzów: 20 Sędzia główny: Richard Magnusson Sędziowie liniowi: Danny Beresford Jonathan Mark Burger |
| Godzina: 13:00 | 8 min. kar |                 | 10 min. kar               | Widzów: 20 Sędzia główny: Richard Magnusson Sędziowie liniowi: Danny Beresford Jonathan Mark Burger |

| 17 kwietnia 2018 | Bułgaria | 3:5 | Gruzja | Ice Station, Kapsztad |

| Szczegóły      | Szczegóły                                                        | Szczegóły       | Szczegóły | Szczegóły                                                                                   |
| -------------- | ---------------------------------------------------------------- | --------------- | --- | ------------------------------------------------------------------------------------------- |
| Godzina: 16:15 | W. Dikow (EQ) 10:01 M. Nikołow (EQ) 18:28 I. Hodułow (PP2) 52:24 | (2:1, 0:3, 1:1) | 04:05 (PP) A. Kurbatow 28:18 (EQ) A. Kozjulin 36:24 (SH) A. Wasilczenko 36:35 (SH) A. Wasilczenko 44:48 (EQ) A. Kozjulin | Widzów: 60 Sędzia główny: Mirosław Jarec Sędziowie liniowi: Matthias Cristeli Arciom Łabzow |
| Godzina: 16:15 | 20 min. kar                                                      |                 | 16 min. kar | Widzów: 60 Sędzia główny: Mirosław Jarec Sędziowie liniowi: Matthias Cristeli Arciom Łabzow |

| 17 kwietnia 2018 | Południowa Afryka | 2:5 | Chińskie Tajpej | Ice Station, Kapsztad |

| Szczegóły      | Szczegóły                                   | Szczegóły       | Szczegóły | Szczegóły                                                                                    |
| -------------- | ------------------------------------------- | --------------- | --- | -------------------------------------------------------------------------------------------- |
| Godzina: 20:00 | D. Magmoed (EQ) 30:31 D. Magmoed (PP) 57:16 | (0:1, 1:2, 1:2) | 06:20 (EQ) Shen Y.-C. 28:08 (EQ) Tien C.-J. 35:10 (EQ) Shen Y.-C 43:40 (PP) Tang Y.-C. 50:01 (EQ) Hsiao P.-Y. | Widzów: 180 Sędzia główny: Alexei Roshchyn Sędziowie liniowi: Maximilian Gatol Gregor Miklić |
| Godzina: 20:00 | 18 min. kar                                 |                 | 4 min. kar | Widzów: 180 Sędzia główny: Alexei Roshchyn Sędziowie liniowi: Maximilian Gatol Gregor Miklić |

| 19 kwietnia 2018 | Bułgaria | 7:2 | Chińskie Tajpej | Ice Station, Kapsztad |

| Szczegóły      | Szczegóły | Szczegóły       | Szczegóły                                   | Szczegóły                                                                                        |
| -------------- | --- | --------------- | ------------------------------------------- | ------------------------------------------------------------------------------------------------ |
| Godzina: 13:00 | W. Dikow (EQ) 12:27 T. Gieorgiew (PP) 26:24 M. Bojadijew (EQ) 27:40 W. Dikow (PP) 29:01 I. Hodułow (PP) 38:51 I. Hodułow (EQ) 52:22 M. Bojadijew (EQ) 53:37 | (1:1, 4:0, 2:1) | 17:44 (PP) Hsiao P.-Y. 49:08 (EQ) Pan Y.-C. | Widzów: 30 Sędzia główny: Richard Magnusson Sędziowie liniowi: Jonathan Mark Burger Marcin Polak |
| Godzina: 13:00 | 6 min. kar |                 | 8 min. kar                                  | Widzów: 30 Sędzia główny: Richard Magnusson Sędziowie liniowi: Jonathan Mark Burger Marcin Polak |

| 19 kwietnia 2018 | Gruzja | 11:1 | Hongkong | Ice Station, Kapsztad |

| Szczegóły      | Szczegóły | Szczegóły       | Szczegóły                | Szczegóły                                                                                  |
| -------------- | --- | --------------- | ------------------------ | ------------------------------------------------------------------------------------------ |
| Godzina: 16:15 | I. Szwecow (EQ) 10:30 A. Żużunaszwili (SH) 12:02 A. Żużunaszwili (SH2) 12:59 A. Żużunaszwili (EQ) 16:22 A. Żużunaszwili (EQ) 16:37 O. Obolgogiani (EQ) 24:10 A. Żużunaszwili (EQ) 30:25 O. Obolgogiani (SH) 34:13 O. Obolgogiani (EQ) 42:15 O. Obolgogiani (EQ) 46:00 M. Szałunow (EQ) 50:22 | (5:1, 3:0, 3:0) | 16:09 (EQ) Fung B. Y. B. | Widzów: 40 Sędzia główny: Alexei Roshchyn Sędziowie liniowi: Danny Beresford Gregor Miklić |
| Godzina: 16:15 | 10 min. kar |                 | 10 min. kar              | Widzów: 40 Sędzia główny: Alexei Roshchyn Sędziowie liniowi: Danny Beresford Gregor Miklić |

| 19 kwietnia 2018 | Turcja | 7:1 | Południowa Afryka | Ice Station, Kapsztad |

| Szczegóły      | Szczegóły | Szczegóły       | Szczegóły          | Szczegóły                                                                                   |
| -------------- | --- | --------------- | ------------------ | ------------------------------------------------------------------------------------------- |
| Godzina: 20:00 | S. Kavaz (EQ) 02:01 F. Faner (EQ) 24:19 E. Savas (EQ) 26:01 S. Kavaz (EQ) 28:31 A. Inanc (EQ) 35:49 E. Ozmen (EQ) 40:53 E. Faner (EQ) 52:25 | (1:0, 4:1, 2:0) | 38:38 (PP) M. Giot | Widzów: 250 Sędzia główny: Mirosław Jarec Sędziowie liniowi: Maximilian Gatol Arciom Łabzow |
| Godzina: 20:00 | 6 min. kar |                 | 12 min. kar        | Widzów: 250 Sędzia główny: Mirosław Jarec Sędziowie liniowi: Maximilian Gatol Arciom Łabzow |

| 20 kwietnia 2018 | Hongkong | 0:10 | Bułgaria | Ice Station, Kapsztad |

| Szczegóły      | Szczegóły   | Szczegóły       | Szczegóły | Szczegóły                                                                                      |
| -------------- | ----------- | --------------- | --- | ---------------------------------------------------------------------------------------------- |
| Godzina: 13:00 |             | (0:3, 0:3, 0:4) | 09:47 (EQ) J. Gatczew 16:28 (PP) D. Diłkow 18:18 (EQ) M. Nikołow 29:33 (EQ) I. Hodułow 35:33 (EQ) G. Iskrenow 38:46 (SH) M. Bojadijew 48:09 (EQ) I. Hodułow 48:32 (EQ) L. Stojadinow 49:18 (EQ) L. Stojadinow 53:09 (SH) M. Nikołow | Widzów: 20 Sędzia główny: Alexei Roshchyn Sędziowie liniowi: Danny Beresford Matthias Cristeli |
| Godzina: 13:00 | 10 min. kar |                 | 14 min. kar | Widzów: 20 Sędzia główny: Alexei Roshchyn Sędziowie liniowi: Danny Beresford Matthias Cristeli |

| 20 kwietnia 2018 | Chińskie Tajpej | 2:4 | Turcja | Ice Station, Kapsztad |

| Szczegóły      | Szczegóły                                   | Szczegóły       | Szczegóły                                                                       | Szczegóły                                                                                     |
| -------------- | ------------------------------------------- | --------------- | ------------------------------------------------------------------------------- | --------------------------------------------------------------------------------------------- |
| Godzina: 16:15 | Yang H.-H. (EQ) 04:07 Shen Y.-C. (EQ) 38:35 | (1:0, 1:1, 0:3) | 26:53 (EQ) S. Takar 42:53 (PP) S. Semiz 44:07 (EQ) F. Bakal 48:21 (EQ) F. Bakal | Widzów: 30 Sędzia główny: Mirosław Jarec Sędziowie liniowi: Jonathan Mark Burger Marcin Polak |
| Godzina: 16:15 | 20 min. kar                                 |                 | 6 min. kar                                                                      | Widzów: 30 Sędzia główny: Mirosław Jarec Sędziowie liniowi: Jonathan Mark Burger Marcin Polak |

| 20 kwietnia 2018 | Południowa Afryka | 4:2 | Gruzja | Ice Station, Kapsztad |

| Szczegóły      | Szczegóły                                                                                        | Szczegóły       | Szczegóły                                           | Szczegóły                                                                                   |
| -------------- | ------------------------------------------------------------------------------------------------ | --------------- | --------------------------------------------------- | ------------------------------------------------------------------------------------------- |
| Godzina: 20:00 | L. Carelse (EQ) 08:16 D. Cardoso (PP) 19:28 D. Magmoed (EQ) 52:02 J.-M. van Doesburgh (SH) 59:41 | (2:1, 0:1, 2:0) | 04:25 (EQ) O. Obolgogiani 24:23 (EQ) O. Obolgogiani | Widzów: 700 Sędzia główny: Richard Magnusson Sędziowie liniowi: Arciom Łabzow Gregor Miklić |
| Godzina: 20:00 | 10 min. kar                                                                                      |                 | 33 min. kar                                         | Widzów: 700 Sędzia główny: Richard Magnusson Sędziowie liniowi: Arciom Łabzow Gregor Miklić |

| 22 kwietnia 2018 | Gruzja | 11:2 | Chińskie Tajpej | Ice Station, Kapsztad |

| Szczegóły      | Szczegóły | Szczegóły       | Szczegóły                              | Szczegóły                                                                                    |
| -------------- | --- | --------------- | -------------------------------------- | -------------------------------------------------------------------------------------------- |
| Godzina: 13:00 | A. Żużunaszwili 00:17 A. Kurbatow 04:47 S. Charizow (SH) 11:51 I. Szwiecow 15:03 A. Wasylczenko 19:48 M. Szałunow (PP) 22:20 A. Żużunaszwili 22:46 S. Charizow 22:53 S. Charizow 48:47 G. Jeiranaszwili 51:27 A. Żużunaszwili (SH) 59:56 | (5:1, 3:0, 3:1) | 08:23 Shen Yen-lin 58:09 Hsiao Po-yuan | Widzów: 100 Sędzia główny: Alexey Roshchyn Sędziowie liniowi: Maximilian Gatol Arciom Łabzow |
| Godzina: 13:00 | 33 minuty |                 | 10 minut                               | Widzów: 100 Sędzia główny: Alexey Roshchyn Sędziowie liniowi: Maximilian Gatol Arciom Łabzow |

| 22 kwietnia 2018 | Turcja | 3:4 dogr. | Bułgaria | Ice Station, Kapsztad |

| Szczegóły      | Szczegóły                                        | Szczegóły                  | Szczegóły                                                                 | Szczegóły                                                                                 |
| -------------- | ------------------------------------------------ | -------------------------- | ------------------------------------------------------------------------- | ----------------------------------------------------------------------------------------- |
| Godzina: 16:15 | E. Faner 11:59 E. Faner (PP) 14:16 Ö. Kars 33:03 | (2:2, 1:0, 0:1, dogr. 0:1) | 04:38 Iskrenow 06:01 W. Dikow 58:50 M. Bojadżiew (ENG, EA) 62:52 D. Dikow | Widzów: 80 Sędzia główny: Mirosław Jarec Sędziowie liniowi: Daniel Beresford Marcin Polak |
| Godzina: 16:15 | 12 minut                                         |                            | 2 minuty                                                                  | Widzów: 80 Sędzia główny: Mirosław Jarec Sędziowie liniowi: Daniel Beresford Marcin Polak |

| 22 kwietnia 2018 | Hongkong | 0:6 | Południowa Afryka | Ice Station, Kapsztad |

| Szczegóły      | Szczegóły | Szczegóły       | Szczegóły | Szczegóły                                                                                       |
| -------------- | --------- | --------------- | --- | ----------------------------------------------------------------------------------------------- |
| Godzina: 20:00 |           | (0:0, 0:4, 0:2) | 23:54 U. Samaai (PP) 27:07 C. Bremner 33:48 U. Samaai 37:59 J.-M. van Doesburgh 45:38 J. Valadas 50:41 M. Giot | Widzów: 400 Sędzia główny: Richard Magnusson Sędziowie liniowi: Matthias Cristeli Gregor Miklič |
| Godzina: 20:00 | 8 minut   |                 | 4 minuty | Widzów: 400 Sędzia główny: Richard Magnusson Sędziowie liniowi: Matthias Cristeli Gregor Miklič |

Tabela
| Lp. | Zespół            | M | Pkt | Z | Zd | Pd | P | G+ | G- | +/- |
| --- | ----------------- | - | --- | - | -- | -- | - | -- | -- | --- |
| 1   | Gruzja            | 5 | 12  | 4 | 0  | 0  | 1 | 35 | 12 | +23 |
| 2   | Bułgaria          | 5 | 11  | 3 | 1  | 0  | 1 | 28 | 10 | +18 |
| 3   | Turcja            | 5 | 10  | 3 | 0  | 1  | 1 | 22 | 14 | +8  |
| 4   | Chińskie Tajpej   | 5 | 6   | 2 | 0  | 0  | 3 | 16 | 25 | −9  |
| 5   | Południowa Afryka | 5 | 6   | 2 | 0  | 0  | 3 | 13 | 18 | –5  |
| 6   | Hongkong          | 5 | 0   | 0 | 0  | 0  | 5 | 3  | 38 | –35 |

      = awans do II dywizji grupy B        = spadek do kwalifikacji III dywizji
Nagrody indywidualne
Dyrektoriat turnieju wybrał trójkę najlepszych zawodników, po jednym na każdej pozycji:
- Bramkarz:  Charl Pretorius
- Obrońca:  Martin Bojadjiew
- Napastnik:  Aleksandr Żużunaszwili